# Acachapan y Colmena 2.ª Sección (El Maluco)
Acachapan y Colmena 2.ª Sección (El Maluco) es una localidad del municipio de Centro ubicado en la subregión centro del estado mexicano de Tabasco.

## Geografía
La localidad de Acachapan y Colmena 2.ª Sección (El Maluco) se sitúa en las coordenadas geográficas 18°04′03″N 92°48′27″O / 18.067500, -92.807500, a una elevación de 11 metros sobre el nivel del mar.

## Demografía
Según el Conteo de Población y Vivienda 2020, efectuado por el Instituto Nacional de Estadística y Geografía, la localidad de Acachapan y Colmena 2.ª Sección (El Maluco) tiene 596 habitantes, de los cuales 295 son del sexo masculino y 301 del sexo femenino. Su tasa de fecundidad es de 2.21 hijos por mujer y tiene 157 viviendas particulares habitadas.
| Gráfica de evolución demográfica de Acachapan y Colmena 2.ª Sección (El Maluco) entre 1990 y 2020 |
|                                                                                                   |
| INEGI.                                                                                            |